# Pistola Ruby
La pistola semiautomática Ruby, también denominada como Pistola tipo Eibar o Pistola eibarresa y como Pistolet Automatique de 7 millim.65 genre "Ruby", fue un arma auxiliar francesa de la Primera Guerra Mundial. Un arma muy internacional, fue diseñada a partir de la FN Modelo 1903, un diseño de John Moses Browning producido por la empresa belga FN Herstal, y fue producida por más de 50 empresas españolas, pero principalmente por Gabilondo y Urresti (la "Gabilondo Ruby" oficial). 

## Gabilondo y la Ruby
En 1914, antes del inicio de la Primera Guerra Mundial, Gabilondo empezó a fabricar una resistente pistola semiautomática basada en la FN Modelo 1903 y que empleaba el cartucho 7,65 x 17 Browning. La capacidad del cargador era de 9 cartuchos en lugar de los 6 o 7 habituales, algo inusual para la época. La pistola iba a ser exportada a las Américas y a pesar de su pequeño calibre, fue diseñada para posibles ventas militares o policiales. Otros fabricantes españoles habían copiado la FN desde 1905. La Ruby, además de su cargador de mayor capacidad, parece ser una copia directa de una pistola llamada "Victoria" fabricada por Esperanza y Unceta. Esta pistola empleaba características patentadas por Pedro Careaga en 1911, y por la compañía Esperanza y Unceta en 1912. Estas patentes podían haber cubierto el seguro montado en el armazón (en lugar de un seguro en la empuñadura) y un martillo interno (en lugar de uno externo).
Gabilondo envió ejemplares de la pistola al gobierno francés en 1915, que necesitaba urgentemente todo tipo de pistolas, incluso en esta temprana etapa de la guerra. Tras el fin de las pruebas en mayo de 1915, los franceses decidieron adoptar la Ruby como "Pistolet Automatique de 7 millimètre 65 genre "Ruby" y firmaron un contrato con Gabilondo para producir 10 000 pistolas al mes. Hacia agosto, la cantidad había sido aumentada a 30 000 y más tarde a 50 000 pistolas al mes. A pesar de su tamaño, la empresa apenas podía hacer frente con el contrato inicial y acordó fabricar la Ruby con cuatro socios:
- Armería Elgoibarresa y Cía
- Echealaza y Vincinai y Cía
- Hijos de Angel Echeverría y Cía
- Iraola Salaverría y Cía

El contrato estipulaba que cada empresa produciría un mínimo de 5000 pistolas al mes. Gabilondo produciría 10 000 pistolas, llevaría a cabo el control de calidad y se encargaría del suministro a las autoridades francesas en Bayona. Como el número de pistolas necesarias aumentaba, la empresa acordó comprar al precio del contrato cualquier excedente de pistolas producidas respecto al número acordado. Mientras la demanda aumentaba, Gabilondo reclutó a otros tres socios para ayudarle con la fabricación de la Ruby. Se estima que Gabilondo produjo entre 250 000 y 300 000 pistolas Ruby en total. Mientras que la mayoría de pistolas fabricadas por Gabilondo eran de buena calidad, las otras no lo eran tanto.

## Pistolas tipo Ruby de otros fabricantes
Como los franceses estaban cada vez más desesperados, el proceso de adquisición se salió de control. Eventualmente, Gabilondo contrató a otras tres empresas y al menos otras 45 empresas firmaron contratos directos con los franceses para producir pistolas tipo Ruby en una variedad de calibres, longitud de cañones y capacidad de los cargadores.
Los oficiales franceses rápidamente se dieron cuenta de que pocas pistolas españolas tipo Ruby tenían cargadores intercambiables, por lo que insistieron a los fabricantes a que marquen la base de todos los cargadores. Esto era para evitar la fatal consecuencia de no poder insertar un nuevo cargador, o que un cargador lleno se caiga de la pistola en pleno combate.
Varias pistolas tipo Ruby estaban plagadas por un pobre acabado y piezas de acero incorrectamente templado, las cuales tras un corto periodo de uso, se desgastaban tanto que la pistola podía dispararse sola. Otro peligro característico de las pistolas Ruby mal fabricadas eran los mecanismos de seguridad propensos a fallar - debido a su montaje incorrecto o al empleo de materiales inapropiados para piezas de seguridad vitales. A pesar de la existencia de pistolas tipo Ruby defectuosas o peligrosas producidas por subcontratistas inescrupulosos, la Ruby básica demostró ser un diseño bien ideado, que al ser correctamente fabricado con piezas de calidad, resultaba una pistola muy apreciada por su fiabilidad y precisión, aunque a algunos usuarios les desconcertaba la falta de un martillo visible. Unas 710 000 pistolas tipo Ruby de diversas fuentes fueron aceptadas por los franceses, quedando hacia 1920 unas 580 000 almacenadas en los arsenales del Ejército francés. Muchos otros países aliados y algunos de los nuevos países surgidos tras la guerra, como Finlandia y Yugoslavia, también emplearon pistolas tipo Ruby.
Gabilondo cesó su producción en 1919 y pasó a producir modelos más modernos, pero otras empresas continuaron produciendo pistolas tipo Ruby hasta que la Gran Depresión desapreció a varias de estas. Las pistolas tipo Ruby continuaron siendo empleadas hasta el fin de la Segunda Guerra Mundial, especialmente por los Maquis franceses y españoles, al igual que por la Milicia Francesa.

## Ventajas y desventajas
La pistola tipo Ruby es muy intuitiva de accionar, incluso para principiantes. El tope de la corredera funciona como un seguro y el desarme es muy sencillo. Su pequeño tamaño y la gran capacidad del cargador era una ventaja, haciéndola un arma "de reserva" popular para las tropas que combatían en la guerra de trincheras, al igual como arma estándar suministrada a los telefonistas, camilleros, ametralladoristas, tanquistas, artilleros y personal de retaguardia. Los cartuchos relativamente poco potentes que empleaba esta pistola producían poco retroceso, haciendo que sea sencillo para los principiantes afinar su puntería.
La principal desventaja de estas pistolas (además de los problemas de control de calidad) era el cartucho relativamente poco potente que empleaban, por lo que tenían poco poder de detención.
El tener solo un tipo de seguro y la falta de un martillo externo hacía que estas pistolas fuesen muy peligrosas de transportar "cargadas y amartilladas". En los primeros modelos el seguro podía desactivarse al ser enfundados en una funda estrecha, por lo que se agregó un gran resalte sobresaliente en la corredera para evitar esto.
A fines de la guerra, las pistolas tipo Ruby se hicieron notorias por la falta de estandarización de sus piezas entre los diversos fabricantes, dando origen a una amplia incompatibilidad de repuestos que dificultó el mantenimiento de las pistolas tipo Ruby. Esto se debió en parte a la persistente confusión sobre quién fabricó cada pistola tipo Ruby.

## Influencia de la Ruby
La Ruby influenció directamente el diseño de la FN Modelo 1910/22, que era una versión de 9 cartuchos de la M1910 desarrollada para Yugoslavia (que previamente había empleado pistolas tipo Ruby). Finlandia, Países Bajos, Grecia, Turquía, Rumania, Francia, Dinamarca y Alemania también adoptaron esta pistola en diversos momentos. Varias pistolas comerciales francesas fabricadas por MAB y Unique fueron muy influenciadas por la Ruby.

## Usuarios
- Reino de España[6]
- Alemania nazi
- Bélgica
- Finlandia: Compró 10 000 pistolas a Francia en 1919, empleándolas durante la Guerra de Invierno y la Guerra de Continuación.[7]
- Francia
- Grecia
- Italia
- Polonia
- Rumania
- Yugoslavia
- Maquis (guerrilla antifranquista)
- Maquis (resistencia francesa)
- Ejército blanco imperial ruso durante la guerra civil rusa

## Lista de fabricantes de pistolas tipo Ruby
Ruby "oficiales"
- Gabilondo y Urresti - código militar francés GU
- S.A. Alkartasuna (con las marcas Alkar, Kapitán y Panamá)- código militar francés AK
- Armería Elgoibarresa y Cía (con la marca Lusitania) - código militar francés AE
- Beistegui Hermanos (con la marca Modelo 1914) - código militar francés BH
- Echealaza y Vincinai y Cía - código militar francés desconocido
- Erquiaga y Cía (con la marca Fiel) - código militar francés desconocido, posiblemente EC
- Hijos de Ángel Echeverría y Cía - código militar francés HE
- Iraola Salaverría y Cía - código militar francés IS

Copias de la Ruby por contrato directo con los Aliados
- Acha Hermanos y Cía - código militar francés AH
- José Aldazabal (con la marca Imperial) - código militar francés desconocido
- Aldabazal, Leturiondo y Cía (con la marca Leturiondo) - código militar francés AL
- Arizaga - código militar francés A
- Francisco Arizmendi/Arizmendi y Goenaga - código militar francés AG
- Arizmendi, Zulaica y Cía (a veces con la marca Cebra, algunas pueden estar sobrestampadas con "Beistegui Hermanos") - código militar francés AZ
- Arrizabalaga (con la marca Republic) - código militar francés desconocido
- Arróstegui - código militar francés desconocido
- Azanza y Arrizabalaga (con las marcas Reims y Modelo 1916) - código militar francés AA
- Martín Bascarán (con la marca Martian) - código militar francés MB
- Fabrica de Berasaluce, Arietio, Aurteña y Cía (con la marca Allies) - código militar francés BA
- Víctor Bernedo (a veces con la marca Vincenzo Bernedo) - código militar francés VB
- Gregorio Bolomburú (con las marcas Regent, Regina y Gloria) - código militar francés GB[8]
- Javier Echaniz (con la marca Defender) - código militar francés JE
- Echave y Arizmendi (con la marca Model 1916) - código militar francés desconocido
- Echealaza, Vincinai y Cia - código militar francés desconocido, posiblemente EC
- Bonifacio Echeverría (con la marca Izarra, pero no debe confundirse con su pistola Star Modelo 1914, basada en la Steyr-Mannlicher M1901) - código militar francés I[9]
- Antonio Errasti - código militar francés desconocido
- Esperanza y Unceta (con las marcas Model 1914, Model 1915, Model 1916, Astra, Brunswig y Victoria) - código militar francés EU
- Fábrica De Armas de Durango (con la marca Vencedor ) - código militar francés V
- Fabrique d'Armes de Guerre de Grand Précision (con las marcas Jupiter and Precision) - código militar francés desconocido[10]
- Gárate, Anitua y Cía (con la marca Express) - código militar francés GN
- Isidro Gaztañaga (con las marcas Destroyer e Indian) - código militar francés IG
- Hijos de Calixto Arrizabalaga - código militar francés desconocido, posiblemente HCA
- La Industrial Orbea - código militar francés IO
- Laplana y Capdevila - código militar francés LC
- Lasangabaster Hermanos, Eibar (posiblemente con la marca Douglas) - código militar francés LH
- Modesto Santos (a veces marcada como Les Ouvriers Réunis)[11] - código militar francés desconocido
- Retolaza Hermanos (con las marcas Liberty, Military, Paramount, Stosel y Retolaza) - código militar francés RH
- San Martín y Cía (con la marca Vencedor) - código militar francés desconocido
- Sociedad Española de Armas y Municiones, o S.E.A.M. (con la marca Silesia) - código militar francés desconocido
- Fabricante desconocido (con la marca Bristol ) - código militar francés desconocido
- Fabricante desconocido (con la marca Cobra model) - código militar francés desconocido
- Fabricante desconocido (con la marca Doc) - código militar francés desconocido
- Fabricante desconocido (con la marca Ideal) - código militar francés desconocido
- Fabricante desconocido (con la marca Lepco Model) - código militar francés desconocido
- Fabricante desconocido (con la marca Lobo Model) - código militar francés desconocido
- Fabricante desconocido (con la marca Marina) - código militar francés desconocido
- Fabricante desconocido (con la marca Mitrailleuse Model) - código militar francés desconocido
- Fabricante desconocido (con la marca Militar) - código militar francés desconocido
- Fabricante desconocido (con la marca Oyez Model) - código militar francés desconocido
- Fabricante desconocido (con la marca Pocket Model) - código militar francés desconocido
- Fabricante desconocido (con la marca Rex) - código militar francés desconocido
- Fabricante desconocido (con la marca Torpille) - código militar francés desconocido
- Fabricante desconocido (con la marca Vilar Model)[12] - código militar francés desconocido
- Fabricante desconocido (con la marca Wolf Model) - código militar francés desconocido
- Urrejola y Cía - código militar francés desconocido
- Tomás de Urizar (con la marca Trust) - código militar francés desconocido
- M. Zulaica y Cía (con las marcas 1914 Model, Royal y Vincitor; ofertada a través de Royal Vincitor S.A) - código militar francés ZC